# XHST-TDT
XHST-TDT, conocida como Tele Yucatán, es una estación de televisión pública en Mérida, propiedad de Sistema Tele Yucatán, y operada por el Gobierno del Estado de Yucatán. Emite programación diversa, de tipo cultural, artístico y espectáculos de variedad, además las actividades del Gobierno local.
XHST es una de seis estaciones televisivas que operan bajo concesiones comerciales.

## Historia
Mientras Canal 13 periódicamente había retransmitido los Juegos Olímpicos de México en 1968, XHST-TV inició transmisiones formales el 27 de febrero de 1970 en blanco y negro. Luis Echeverría, quién en ese tiempo era el candidato a la presidencia por el PRI, visitaba el estado de Yucatán en aquella ocasión y fue invitado a la ceremonia de corte de cinta de la nueva estación. 
La estación fue propiedad de la Telecadena Mexicana. Aun así, los planes de la estación se paralizaron en 1974, cuándo el gobierno federal obtuvo sus activos al actuar en nombre de estatal financiera SOMEX. 
En 1975, la mayoría de las estaciones de Telecadena Mexicana fueron expropiadas y añadidas a la Red de Canal 13 de la Ciudad de México. Por siete años, SOMEX dirigió el Canal 13. La emisión de estación era de cinco horas al día por seis días a la semana, con programación local reducida.
En 1981, el Gobierno del Estado de Yucatán empezó a modernizar y expandir el canal debido a la adquisición de SOMEX. La estación comenzó a emitir a color mientras que expandía su programación local. Aunque, en sus identificativos, se denominaba Trecevisión, el logotipo marcaba que la estación se llamaba Canal 13.
En 2002, el canal se renovó en cuestión de programación e imagen corporativa, al ganar el Partido Acción Nacional la gobernatura de Yucatán por primera vez con Patricio Patrón Laviada, se propuso eliminar el estigma de medio servil al PRI. Asimismo, se creó la marca TreceTV que se utilizó hasta 2008. Durante esta administración, se afilió a México TV de Estados Unidos, creó su portal de internet y la señal Televisión Yucateca Internacional que emitía a otros países, y que posteriormente fue sacado del aire.
Siendo 2008, al llegar Ivonne Ortega Pacheco a la gubernatura, convirtió a TreceTV en Canal Trece. 
En 2013, el gobernador Rolando Zapata Bello, en el marco de los 44 años de la estación, retomó su nombre, logotipo y frase anteriores a la administración de Patricio Patrón, llamándose nuevamente Trecevisión.
El 20 de diciembre de 2018, el gobernador Mauricio Vila Dosal modificó nuevamente el nombre y los contenidos del canal, pasándose a llamar Tele Yucatán.